# Корякино (Архангельская область)
Корякино — деревня в Плесецком районе Архангельской области России. До 2016 года административный центр Кенорецкого сельское поселение, ныне входит в Конёвское сельское поселение.

## Название
Ойконим имел варианты Корякина/Карякина

## География
Стоит при автодороге регионального значения 11К-700, на берегу реки Кена в 99 км юго-западнее Плесецка.

## История
До упразднения уездно-губернского деления в 1927 году деревня Карякина волостной центр Карякинской волости.

## Население
| 2002 | 2010 | 2012 |
| ---- | ---- | ---- |
| 279  | ↘233 | ↗260 |

## Известные уроженцы, жители
В деревне родилась и проработала учителем в родной школе 29 лет член союза писателей России Выгодман (Корзова) Ольга Владимировна.

## Инфраструктура
- ЗАО Кенорецкое
- ФАП «Кенорецкий»
- Ветлечебница
- Домовой храм великомученицы Параскевы Пятницы

В деревне работала школа, которая была закрыта в 2011 году, и учеников возят в село Самково.
Личное подсобное хозяйство с зоной сельскохозяйственного использования, индивидуальная застройка усадебного типа.

## Достопримечательности, памятные места
Памятник «Воинам-землякам, погибшим в годы Великой Отечественной войны»

## Транспорт
Автобусное сообщение с райцентром. Остановка общественного транспорта «Корякино».